# 1757 a tudományban
Az 1757. év a tudományban és a technikában.

## Díjak
- Copley-érem: Charles Cavendish

## Születések
- augusztus 9. - Thomas Telford mérnök († 1834)
- június 22. - George Vancouver felfedező († 1798)

## Halálozások
- augusztus 28. - David Hartley orvos, pszichológus (* 1705)
- október 17. - René Antoine Ferchault de Réaumur fizikus (* 1683)